# Saveuse
Saveuse település Franciaországban, Somme megyében. Lakosainak száma 1086 fő (2022. január 1.). Saveuse Ailly-sur-Somme, Amiens, Dreuil-lès-Amiens, Ferrières és Pont-de-Metz községekkel határos.

## Népesség
A település népessége az elmúlt években az alábbi módon változott:
| Lakosok száma | 875  | 901  | 926  | 932  | 942  | 952  | 1067 | 1076 | 1086 |
|               | 2013 | 2015 | 2016 | 2017 | 2018 | 2019 | 2020 | 2021 | 2022 |